# Rotterdam Trojans 1996
Questa voce raccoglie le informazioni riguardanti i Rotterdam Trojans nelle competizioni ufficiali della stagione 1996.

## Euro Cup 1996

### Stagione regolare
| 1996 | Vålerenga Trolls | 7 – 20 | Rotterdam Trojans |  |

| Gentofte 1996 | Copenhagen Towers | 14 – 50 | Rotterdam Trojans | Gentofte Sportspark |

| 1996 | Rotterdam Trojans | 38 – 26 | Vålerenga Trolls |  |

| 1996 | Rotterdam Trojans | ? – ? | Copenhagen Towers |  |

### Playoff
| 22 giugno 1996 Finale | Rotterdam Trojans | 0 – 7 | Seaside Vipers |  |

## Statistiche di squadra
| Competizione           | %Vittorie | In casa | In casa | In casa | In casa | In casa | In casa | In trasferta | In trasferta | In trasferta | In trasferta | In trasferta | In trasferta | Totale | Totale | Totale | Totale | Totale | Totale |
| Competizione           | %Vittorie | G       | V       | N       | P       | Pf      | Ps      | G            | V            | N            | P            | Pf           | Ps           | G      | V      | N      | P      | Pf     | Ps     |
| ---------------------- | --------- | ------- | ------- | ------- | ------- | ------- | ------- | ------------ | ------------ | ------------ | ------------ | ------------ | ------------ | ------ | ------ | ------ | ------ | ------ | ------ |
| EC - Stagione regolare | 1.000     | 1       | 1       | 0       | 0       | 38      | 26      | 2            | 2            | 0            | 0            | 70           | 21           | 3      | 3      | 0      | 0      | 108    | 47     |
| EC - Playoff           | .000      | 1       | 0       | 0       | 1       | 0       | 7       | 0            | 0            | 0            | 0            | 0            | 0            | 1      | 0      | 0      | 1      | 0      | 7      |
| Totale                 | .750      | 2       | 1       | 0       | 1       | 38      | 33      | 2            | 2            | 0            | 0            | 70           | 21           | 4      | 3      | 0      | 1      | 108    | 54     |